# Olímpia de Venado Tuerto
Maillots
L'Olímpia de Venado Tuerto est un club argentin de basket-ball évoluant en TNA, soit la 2e division du championnat argentin. Le club est basé dans la ville de Venado Tuerto. 

## Palmarès
- Champion d'Argentine : 1996

## Joueurs marquants du club
- Carlos Delfino
- Wálter Herrmann
- Andrés Nocioni
- Pat Durham